# Warth (Bassa Austria)
Warth è un comune austriaco di 1 521 abitanti nel distretto di Neunkirchen, in Bassa Austria; ha lo status di comune mercato (Marktgemeinde). Il 1º gennaio 1968 ha inglobato i comuni soppressi di Haßbach, Kirchau e Steyersberg.